# 100 Miles from Memphis
100 Miles from Memphis è il settimo album in studio della musicista statunitense Sheryl Crow, pubblicato il 20 luglio 2010.

## Tracce
1. Our Love Is Fading – 6:23
2. Eye to Eye – 5:35
3. Sign Your Name – 5:38
4. Summer Day – 4:29
5. Long Road Home – 4:14
6. Say What You Want – 4:50
7. Peaceful Feeling – 4:03
8. Stop (Crow) – 4:40
9. Sideways – 5:11
10. 100 Miles from Memphis – 5:01
11. Roses and Moonlight – 6:41
12. I Want You Back (Bonus track – For Michael With Love) – 3:05

## Classifiche
- Billboard 200 - #3
- Official Albums Chart - #34